# William Crookes
William Crookes (17. června 1832, Londýn – 4. dubna 1919, Londýn) byl britský chemik a fyzik, člen Královské společnosti v Londýně, italské, švédské a francouzské Akademie věd.
William Crookes se zabýval studiem elektrického výboje ve zředěných plynech, elektřinou a tlakem záření.

## Objevy a vynálezy
- Thallium – v roce 1861 objevil do té doby neznámý chemický prvek s jasně zelenou emisní čárou ve spektru. Tento prvek nazval thallium, z řeckého thallos, zelený.
- Crookesův mlýnek – přístroj, který je poháněný jen světelnými paprsky a který se dodnes prodává jako kuriozita.